# LittleRedBunny
Ophelia Marcus, más conocida por su nombre artístico LittleRedBunny (Nueva York, 9 de diciembre de 1988), es una modelo de cámara web y modelo erótica estadounidense. En 2015, The Daily Beast la describió como "La Reina de las Cam Girls".

## Carrera profesional
Se describe a sí misma como una neoyorquina de toda la vida. Se metió en el negocio del entretenimiento para adultos con cámaras web, "después de perder un trabajo normal" y "buscando algo diferente". Utilizando su experiencia en ballet clásico y yoga para actuar en Internet, comenzó a desarrollar su propio estilo de actuación en la red. En 2009 comenzó a trabajar en la industria del entretenimiento para adultos en el sitio web LiveJasmin, obteniendo beneficios por el ingreso de seguidores a sesiones privadas, acumulando hasta 19 horas ininterrumpidas en sesiones en directo.
En 2013 recibió el premio a la Mejor chica webcam en los Sex Awards, así como el Premio AVN, al año siguiente, a la Chica webcam favorita.
En agosto de 2014, LittleRedBunny encabezó la Camming Con inaugural en el Eden Roc Hotel de Miami Beach (Florida). Así mismo, llegó a destacarse por tener "uno de los perfiles más altos entre los modelos de cámaras web para adultos".
En 2015, hizo una entrevista con CNBC acerca del creciente número de modelos de cámaras web provenientes de Rumania y Colombia a Estados Unidos. Llegó a mostrar las diferencias entre los modelos estadounidenses y las de otros países. "Debido a que todos vivimos en lugares diferentes, no todos trabajamos las mismas horas, lo cual es bueno", dijo. "Tengo la sensación de que el comportamiento también es ligeramente diferente. Hay varias chicas que escriben en lugar de hablar, así que eso me da algo que funciona mejor para mí", añadió.
En 2017 estableció la primera academia de modelos de cámaras web en 2017, llamada LittleRedAcademy, y lanzó la primera encuesta integral de cámaras web global de la industria dirigida a modelos y estudios en 2019. También estableció una filosofía y método para trabajar delante de las cámaras, que exige un enfoque individualizado para cada miembro en lugar de un concepto de talla única, a la que llamó "Camología y el arte de la cámara".
LittleRedBunny fue reconocida por Entertainment Tonight por tener uno de los "looks de alfombra roja más reveladores de todos los tiempos", ocupando el puesto 51 de 77 celebridades reconocidas por esta distinción.
También ha destacado como copresentadora de las ediciones de 2015 de los Adult Webcam Awards, de los Premios YNOT en 2017 y de los Live Cam en 2018.
En 2018, la revista CamLife Magazine la nombró "Icono del año". La revista CamLife, por su parte, también le otorgó su premio Pionera del Año para 2020.
A principios de junio de 2021, CamLife Magazine volvió a reconocerla, en ese momento como la octava miembro más influyente de la comunidad de camgirls. "Es el fenómeno de la comunidad de cámaras en vivo. Es constantemente una de las que más ganan con las cámaras con sesiones de cámara récord que duran más de 20 horas. LittleRedBunny ha sido reconocida por su trabajo con múltiples premios. Ha aparecido en publicaciones tanto para adultos como para adultos, incluida la portada de CamLife".